# Volksuniversiteit

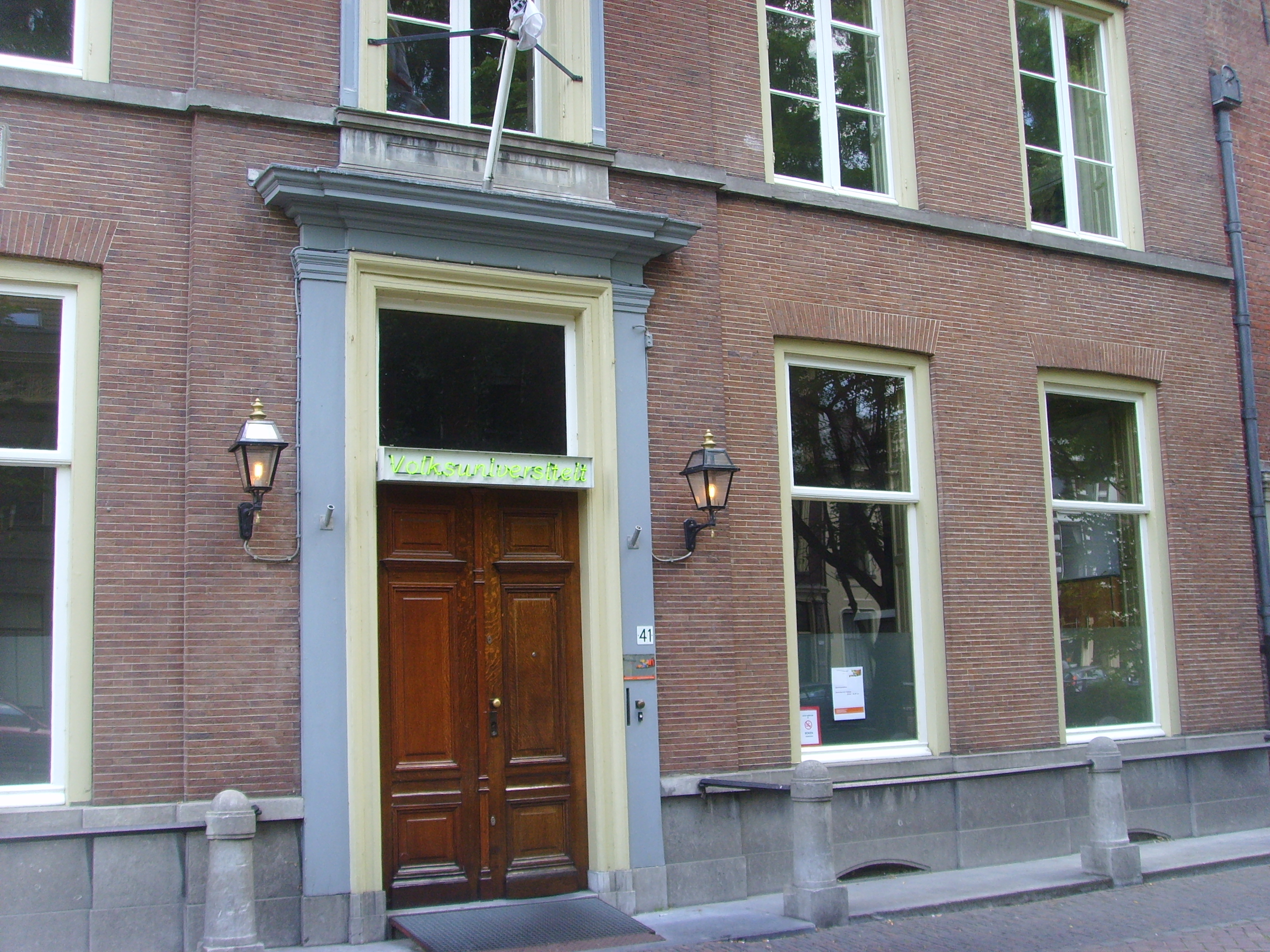
Vestiging van een volksuniversiteit aan de Nieuwegracht in Utrecht.

Volksuniversiteit is een vorm van volwassenenonderwijs. Volksuniversiteiten vormen een landelijk netwerk van onderwijs voor volwassenen. Dit netwerk is een onderdeel van het sociaal-cultureel netwerk en hoort bij de vormingsplicht van de subsidiërende overheid de bevolking levenslang te laten leren.

## Werkwijze
Volwassenen schrijven zich in op losstaande cursussen, omdat ze mogelijk aan een tweede loopbaan willen beginnen. De volksuniversiteit is er voor iedereen, ongeacht vooropleiding of achtergrond, hoewel de cursist doorgaans de school allang verlaten heeft. Voorop staat het bieden van mogelijkheden om zich onder deskundige begeleiding zo breed mogelijk te informeren en te vormen. Dat kan zijn een vreemde taal leren, een nieuwe hobby beginnen of alleen maar inzicht vergroten en algemene ontwikkeling bevorderen. De cursussen van een volksuniversiteit zijn als aanvulling bedoeld en eventuele getuigschriften ervan hebben geen wettelijk karakter, maar zijn nuttig als referentie bij het solliciteren naar een baan of het opnemen van vrijwilligerswerk.
Op de volksuniversiteit werkt men veel met kleinere groepen; een tiental cursisten kan voldoende zijn om een cursus te laten plaatsvinden, waardoor de interactie tussen docent en cursisten groter is. Bijgevolg kan een schoolse of onpersoonlijke overdracht van kennis of praktijk tot een minimum worden beperkt.

## Benamingsverschillen
Volksuniversiteit is vooral een begrip in Nederland. In Vlaanderen komt deze benaming voor eenzelfde opzet weinig voor, men kent er vooral het begrip volkshogeschool, niet te verwarren met het begrip volkshogeschool in Nederland, Scandinavië en People's University in Engeland, dat betrekking heeft op volwasseneneducatie en opbouwwerk uit ideologische (christelijke) motieven.

## Geschiedenis
Een begin van volksopvoeding op de beschreven manier werd gemaakt tegen het einde van de 19e eeuw. Het is een begeleidend verschijnsel van de industrialisatie, de groeiende vrije tijd en het nuttig gebruik ervan. Politiek beschouwd staat het opkomende socialisme aan de wieg van deze inspanningen, maar al gauw werden initiatieven in het kader van volksopvoeding en verlichting van de geesten (van de arbeiders) gekopieerd door katholieken en liberalen, omdat ze anders te veel leden zouden verliezen.
De eerste Volksuniversiteit in Nederland werd opgericht te Amsterdam in 1913: Volksuniversiteit Amsterdam. Al snel volgde Den haag het voorbeeld en in 1917 ook Rotterdam met de Volksuniversiteit Rotterdam.

## Bond van Nederlandse volksuniversiteiten
Bijna alle volksuniversiteiten waren lid van de 'Bond van Nederlandse volksuniversiteiten' (BNVU), de koepelorganisatie. In 2015 ging deze koepel op in de nieuwe organisatie 'Cultuurconnectie'.